# Cosimo Adelizzi
Cosimo Adelizzi (Battipaglia, 8 febbraio 1983) è un politico e imprenditore italiano.

## Biografia
Figlio di un imprenditore nel settore della distribuzione delle bevande, è subentrato al padre nella conduzione dell'azienda di famiglia.
Alle elezioni politiche del 2018 si candida con il Movimento 5 Stelle, venendo eletto deputato. Nella XVIII legislatura è stato componente della V Commissione (Bilancio, Tesoro e Programmazione) della Camera. Il 21 giugno 2022 abbandona il Movimento per aderire a Insieme per il futuro, a seguito della scissione guidata dal ministro Luigi Di Maio, non risultando eletto alle successive elezioni politiche.